# Orłowicze (przystanek kolejowy)
Orłowicze (biał. Орлавічы, Арловічы, ros. Орловичи) – przystanek kolejowy w miejscowości Orłowicze, w rejonie drohiczyńskim, w obwodzie brzeskim, na Białorusi. Leży na linii Homel - Łuniniec - Żabinka.